# Storage Area Network
Als Storage-Area-Network (SAN) bzw. Speichernetzwerk bezeichnet man im Bereich der Datenverarbeitung ein Netzwerk zur Anbindung von Festplattensubsystemen (Disk-Array) und Tape-Libraries an Server-Systeme. Storage Area Networks sind für serielle, kontinuierliche Hochgeschwindigkeitsübertragungen großer Datenmengen konzipiert worden. Sie basieren heute für hochverfügbare, hochperformante Installationen auf der Implementierung des Fibre-Channel-Standards, bei KMU aus Kostenüberlegungen auch auf IP.

## Definition
Ein SAN ist eine Erweiterung von Direct Attached Storage (DAS), wobei Disk-Speicherkapazität über ein Netzwerk einem Server zugeordnet wird, aber auch innerhalb betrieblicher Grenzen/Anforderungen dynamisch, also jederzeit, anderweitig einem Server zugeordnet werden kann. Letztere Funktionalität ist vorwiegend in SAN-kompatiblen Disk-Arrays implementiert. Während DAS eine Punkt-zu-Punkt-Verbindung zwischen einem Server und einem direkt angeschlossenen Daten-Speicher bildet, ermöglicht es ein SAN, mehrere Server an mehrere Speicher-Systeme über ein Netzwerk anzubinden, auch über große Distanzen hinweg.
In einem SAN erfolgen Datenzugriffe wie bei DAS blockbasierend, die Zugriffe auf das Speichergerät und ein eventuell auf diesem befindliches Dateisystem werden also durch den zugreifenden Rechner verwaltet. Bei NAS dagegen erfolgen Zugriffe über SMB/CIFS oder NFS auf ganze Dateien (beispielsweise: „Datei /home/user/readme.txt“) oder Ausschnitte aus Dateien an einem entfernten Speicherort; das dazugehörige Dateisystem wird in diesem Fall vor allem im Server verwaltet. In SANs wird meist ein SCSI-Kommunikationsprotokoll verwendet, das auf Fibre Channel oder iSCSI als Transport-Protokoll aufsetzt. Seltener und praktisch nur im SOHO-Bereich vertreten, sind Implementierungen auf Basis von ATA over Ethernet (AoE). Daneben gibt es erste SAN-Lösungen auf Basis anderer Kommunikationsmodelle wie RSIO oder InfiniBand sowie im Rahmen einer Konvergenz von IP und Storage-Networking.
Strukturell ist ein SAN analog aufgebaut wie ein Local Area Network (LAN): So gibt es Hubs, Switches und Router.

## Entwicklung und Funktionsprinzip
Das SAN wurde entwickelt, um dem Verwaltungsproblem dedizierter Festplatten in Server-Systemen bzw. Network-Attached-Storage-Systemen (NAS) entgegenzuwirken, da bei diesen Systemen eine effiziente und flexible Nutzung der Speicherkapazität nur eingeschränkt möglich ist.
Ein weiteres Problem der NAS-Systeme ist, dass diese zusätzlich das vorhandene LAN mit den Zugriffen auf die Daten belasten. Weiterhin ist das Ethernet, über das die NAS-Systeme mit den Servern bzw. den Clients verbunden sind, mit seinen geringen Rahmengrößen und seinem dabei relativ großen Protokoll-Overhead nicht für den schnellen Zugriff auf Massenspeicher ausgelegt.
SANs werden heute meistens über Glasfaserkabel gebildet; das dabei eingesetzte System wird als Fibre Channel bezeichnet. Ein einfaches SAN besteht aus einem Fibre-Channel-Switch, einem oder mehreren Festplattensubsystemen und den Servern, die über sogenannte Host-Bus-Adapter, kurz HBA, mit dem Fibre-Channel-Switch verbunden werden.
Sie arbeiten heute mit Übertragungsraten von bis zu 64 Gbit/s. Da sie ein spezielles, an die Anforderung der Massenspeichernutzung angepasstes, Protokoll verwenden, sind Übertragungsraten von theoretisch 8 GB/s möglich. Hinzu kommt das Konzept des Multi-Pathing, das im SAN konsequent verfolgt wird.
Dieses Beispiel-SAN besteht aus zwei Switches, die jeweils eine eigene Fabric bilden. Die Server sind mit jeweils einem Host-Bus-Adapter an jede Fabric angebunden, ebenso das Disk-Array.

## Desaster-Toleranz
Ein weiterer großer Vorteil von SANs ist ihre Desaster-Toleranz. Hierunter fallen Festplattensubsysteme, die intern über Komponenten mit integrierter RAID-Funktionalität verfügen und die verschiedenen RAID-Level (meist Raid-1, 10, 5, 50, 6 oder 60) selbsttätig und serverunabhängig beherrschen. Weiter können alle wichtigen Systeme mehrfach (redundant) ausgelegt werden. In einem typischen kleinen Storage Area Network ist es denkbar, dass sich an zwei möglichst weit auseinanderliegenden Orten auf dem Betriebsgelände jeweils ein baugleiches Plattensubsystem befindet, wobei jedes dieser Plattensubsysteme mit einem von zwei auch wieder getrennt installierten Switches verbunden ist. Die Server, wenn es sich nicht auch um verteilte Systeme handelt, verfügen zumindest über zwei Host-Bus-Adapter. Von den beiden Host-Bus-Adaptern eines Rechners ist jeder mit einem der beiden Switches verbunden. Die Daten beider Plattensubsysteme werden, je nach Installation, entweder durch die Server oder selbsttätig, durch eine direkt in höherwertige Plattensubsysteme integrierte Funktionalität, gespiegelt (RAID 1).
Im oberen Beispiel wäre nun ein Ausfall einzelner Leitungen, eines Switches oder sogar eines Plattensubsystems ohne Beeinträchtigung der Gesamtsystemleistung denkbar.
In größeren hochverfügbaren Systemen werden auch die Server-Systeme redundant vorgehalten. Weiter ist es zum Schutz gegen einen Komplettausfall etwa durch Elementarschäden oder Schäden durch Fremdeinwirkung sinnvoll, die redundanten Komponenten an einem anderen, weiter entfernten Standort unterzubringen. Zum permanenten Abgleich der Daten auf den Plattensubsystemen werden dann Standleitungen meist im Bereich von 1 Gbit/s bis 9 Gbit/s verwendet. Grundlage für eine SAN-Vernetzung im WAN-Bereich bilden in der Regel Glasfasernetze, die auch die galvanische Trennung garantieren. Die Glasfasern werden oftmals, um eine bessere Faserausnutzung zu erlangen, mit Wavelength-Division-Multiplex-Systemen (WDM) beschaltet. Durch entsprechende Protokolle wie Fibre Channel oder Gigabit Ethernet können Daten sicher auch über sehr weite Entfernungen transportiert werden. Zu beachten ist hier jedoch die Latenz, die bei Übertragungen über größere Distanzen eine große Rolle spielt.

## Probleme
Auch heute noch, nachdem sich das SAN in vielen Bereichen etabliert hat, ist eine vollständige Kompatibilität zwischen den Komponenten aller Hersteller nicht unbedingt garantiert. Beim Einsatz neuer Komponenten müssen diese daher kosten- und zeitaufwendig auf die Verträglichkeit mit den bestehenden Komponenten geprüft werden. Viele Anwender haben sich daher in der Vergangenheit in ihren Storage-Area-Networks auf die Komponenten eines einzelnen Herstellers festgelegt, um diese Komplikationen zu umgehen. Die Storage Networking Industry Association (SNIA) ist eine Initiative verschiedener Hersteller, die solchen Problemen durch einheitliche Standards entgegenwirken will. Verschiedene Hersteller garantieren inzwischen aber die geforderten Funktionalitäten auch in einer von ihnen ausgiebig geprüften Multi-Vendor-Konfiguration.

## Geschichte
Technologisch gesehen ist ein SAN eine Weiterentwicklung der von IBM eingeführten ESCON-Technologie, resp. der darauf basierenden FICON-Technologie.